# Donald Mallard
Dr. Donald „Ducky” Mallard (a magyar szinkronban „Doki”) az NCIS című filmsorozat szereplője, akit David McCallum alakít. Magyar hangja: Szokolay Ottó (1-13. évad), Szélyes Imre (14. évad -)

## Dr. Donald Mallard
Az NCIS brit orvosi fővizsgálója, aki gyakran elkíséri Gibbs csapatát a tettek helyszínére a holttestek és testrészek begyűjtésére. Az NCIS előtt többek között a brit rendőrségnek is dolgozott. Szokása, hogy beszél a hullákhoz boncolás közben, és hajlamos a túlzó megvilágításra velük kapcsolatban. Dr. Mallard nagyon képzettnek bizonyul munkatársai segítésére és szórakoztatására egyaránt, minden esethez van egy-egy tanulságos története fiatalabb korából. Feltehetőleg régre nyúl vissza barátsága Gibbs-szel, akit mindig keresztnevén szólít. Az Edinburgh-i Egyetemen tanult, Alzheimer-kórban szenvedő, 96 éves anyjával élt annak haláláig és szabadidejében egy antik autót ápolgat.